# 中央新影发现之旅频道
中央新影发现之旅频道（英語：CNDF Outlook TV），原名CCTV发现之旅频道（英語：CCTV Discovery Channel），是隶属于中央新影集团的北京科学教育电影制片厂与中国南方航空共同开办的以人文探索、科学揭秘类节目为主的专业付费频道，以纪录片为主。除了播放本频道的节目之外，还重播科教频道的节目。
2020年7月24日起，该频道的播出呼号正式变更为「中央新影发现之旅频道」，原台标中的双线CCTV标识改为毛泽东手书「中央新影」字样。